# Peltorhamphus tenuis
Peltorhamphus tenuis — вид лучепёрых рыб из семейства ромбосолеевых. Глаза расположены на правой стороне тела. Морская донная рыба, встречается на глубине 12—20 м. Икринки с многочисленными жировыми каплями. Обитает в субтропических водах юго-западной части Тихого океана у побережья Новой Зеландии. Охранный статус вида не установлен. Безвредна для человека и не является объектом промысла.